# Digitaria comifera
Digitaria comifera är en gräsart som beskrevs av Pilg.. Digitaria comifera ingår i släktet fingerhirser, och familjen gräs. Inga underarter finns listade i Catalogue of Life.